# بوست-غرنج
البوست-غرنج، (بالإنجليزية: Post-Grunge)‏ هو نوع موسيقي مشتق من موسيقى الغرنج بدأ ظهوره في منتصف التسعينات، واشتهر في نهايتها. تعود أصولها بصورة رئيسية إلى الأنواع الموسيقية: الغرنج، والروك البديل، والميتال البديل، وبصورة فرعية إلى: الهارد روك، والنيو ميتال. ومن أوائل الفِرَق التي عزفت البوست-غرنج: «كوليكتيف سول (Collective Soul)»، و«لايف (Live)»، ومن الفِرَق التي ظهرت في الألفية الجديدة: «ذا كولينغ (The Calling)»، و«فيول (Fuel)».